# Siemkowice (gmina)
Pour les articles homonymes, voir Siemkowice.
Siemkowice est une gmina (commune) rurale (gmina wiejska) du powiat de Pajęczno, dans la Voïvodie de Łódź, dans le centre de la Pologne.
Son siège administratif (chef-lieu) est le village de Siemkowice, qui se situe environ 9 km au nord-ouest de Pajęczno et 76 km au sud-ouest de la capitale régionale Łódź.
La gmina couvre une superficie de 97,4 km2 pour une population de 4 993 habitants en 2007.

## Géographie
La gmina inclut les villages et localités de :

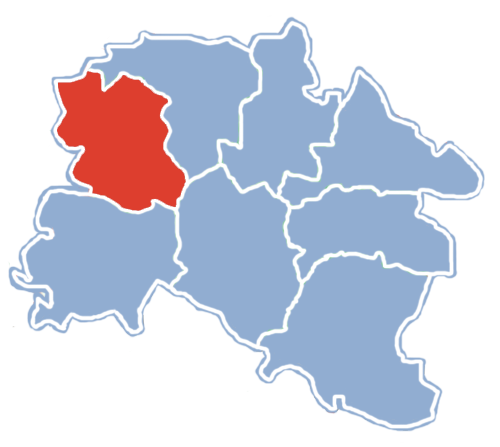
Localisation de la gmina dans le powiat de Pajęczno

- Borki
- Bugaj Radoszewicki
- Delfina
- Ignaców
- Katarzynopole
- Kije
- Kolonia Lipnik
- Laski
- Lipnik
- Łukomierz
- Mazaniec
- Miętno
- Mokre
- Ożegów
- Pieńki Laskowskie
- Radoszewice
- Siemkowice
- Zmyślona

### Gminy voisines
La gmina de Siemkowice est voisine des gminy suivantes :
- Działoszyn
- Kiełczygłów
- Osjaków
- Pajęczno
- Wierzchlas

## Administration
De 1975 à 1998, la gmina était attachée administrativement à l'ancienne voïvodie de Częstochowa.

Depuis 1999, elle fait partie de la nouvelle voïvodie de Łódź.

## Structure du terrain
D'après les données de 2007, la superficie de la commune de Siemkowice est de 97,4 kilomètres carrés, répartis comme telle :
- terres agricoles : 68 %
- forêts : 29 %

La commune représente 12,24 % de la superficie du powiat.

## Démographie
Données du 31 décembre 2007 :
| Description        | Total  | Total | Femmes | Femmes | Hommes | Hommes |
| ------------------ | ------ | ----- | ------ | ------ | ------ | ------ |
| Unité              | Nombre | %     | Nombre | %      | Nombre | %      |
| Population         | 4 993  | 100   | 2 491  | 49,9   | 2 502  | 50,1   |
| Densité (hab./km²) | 51     | 51    | 25     | 25     | 25     | 25     |